# ライオン サウンドNo.17・Let it C-C-B
ライオン サウンドNo.17・Let it C-C-B（ - ナンバーじゅうなな・レット・イット・シーシービー）は、1988年10月16日から1989年10月8日まで文化放送系列全国ネットにて放送されていた、ライオン一社提供のラジオ番組。放送時間は文化放送が1時間（日曜日10:00 - 10:55）で、それ以外は30分だったが、1989年4月改編で当番組も他のネット局と同様に30分番組になった。
パーソナリティはC-C-B、アシスタントは竹内靖夫アナウンサー。C-C-Bの解散に伴い終了した。最終回放送日は、日本武道館での解散コンサートの前日であった。

## 主なコーナー
オンコラコーナー
- 「音楽コラージュ」の略。「欽ドン!」の“レコード大作戦”、及び「コサキン無理矢理100％」の人気コーナー“意味ねぇCD大作戦”のオマージュと評された。
- メンバーが内容の面白さを5段階で評価、1評価＝2000円の賞金が振る舞われた。

ゲストコーナー
- 主に音楽関係者・俳優をゲストに招き、近況や仕事についてフリートークで語るコーナー。

### 55分番組時代のコーナー
※以下のコーナーは文化放送のみ55分番組だった1988年10月から1989年3月の間のコーナーで、文化放送のみ放送されていた。
フリーコーナー
- メンバー4人個々で決められたテーマでの選曲とフリートーク[1]。

誰にもナイC
- リスナーから寄せられた「おぞましい体験」を紹介[1]。

## エピソード
- 番組タイトルの「No.17」は、番組スポンサーのライオンの英語表記「LION」を上下逆さにすると「NO17」に見えることから付けられたタイトルである。そのため「17番目」という意味ではなく、次番組の『聖飢魔IIの電波帝国』が「No.18」と付けられることは無かった（なお、「NO17」はライオンの登録商標である）。
- 常連リスナーに病気療養中の男性がいたが、番組終了とC-C-Bの解散を知った時はすごく寂しいというメッセージが看護婦を通じて送られた。

## テーマ曲
- オープニング：C-C-B「Here Comes the C-C-B」（アルバム『僕たちNo-No-No』収録）
- エンディング：ビートルズ「レット・イット・ビー」※インストバージョン

## スタッフ
- ディレクター：長谷川実
- 構成：重城貴之

## 放送時間・ネット局
局名は放送当時。各局とも、毎週日曜日午前帯での放送。
- 文化放送（制作局）：日曜 10:00 - 10:55（1989年4月9日まで）→ 日曜 10:00 - 10:30（1989年4月16日から）
- 札幌テレビ放送：日曜 11:30 - 12:00
- 青森放送：日曜 8:30 - 9:00
- 秋田放送：日曜 9:00 - 9:30
- 岩手放送：日曜 9:00 - 9:30
- 山形放送：日曜 11:00 - 11:30
- 東北放送：日曜 9:30 - 10:00
- 新潟放送：日曜 9:30 - 10:00
- 信越放送：日曜 9:00 - 9:30
- 北日本放送：日曜 11:30 - 12:00
- 福井放送：日曜 11:30 - 12:00
- 静岡放送：日曜 9:30 - 10:00
- 東海ラジオ放送：日曜 10:00 - 10:30
- 毎日放送：日曜 11:00 -11:30
- 山陽放送：日曜 9:30 - 10:00
- 山陰放送：日曜 9:00 - 9:30
- 中国放送：日曜 11:00 - 11:30
- 西日本放送：日曜 9:30 - 10:00
- 南海放送：日曜 11:00 - 11:30
- 高知放送：日曜 9:00 - 9:30
- 九州朝日放送：日曜 9:00 - 9:30
- 大分放送：日曜 11:30 - 12:00
- 長崎放送：日曜 11:30 - 12:00
- 熊本放送：日曜 9:30 - 10:00
- 南日本放送：日曜 9:30 - 10:00
- ラジオ沖縄：日曜 10:30 - 11:00